# Himalia (księżyc)
Himalia (Jowisz VI) – księżyc Jowisza, odkryty przez Charlesa D. Perrine’a z Obserwatorium Licka, w dniu 3 grudnia 1904 roku. 19 grudnia 2000 roku sonda Cassini, mijając Jowisza, uchwyciła wizerunek Himalii w niskiej rozdzielczości. Była zbyt daleko, aby zarejestrować jakiekolwiek szczegóły powierzchni.

## Nazwa
Nazwa księżyca pochodzi od nimfy Himalii z mitologii greckiej, która urodziła Zeusowi trzech synów.
Wcześniej satelita był określany jako Jowisz VI, w pewnym okresie proponowano dla niego nazwę Hestia.

## Charakterystyka fizyczna
Himalia jest jednym ze średniej wielkości księżyców Jowisza, ma średnicę ok. 160 km. Jej średnia gęstość to ok. 2,6 g/cm3, składa się ona głównie z krzemianów. Powierzchnia księżyca jest ciemnoszara, a jego albedo wynosi zaledwie 0,04. Okres obrotu wokół własnej osi wynosi niecałe 7 godzin i 47 minut.
Jest to największy obiekt w grupie Himalii księżyców nieregularnych, poruszających się po orbitach ruchem prostym (w kierunku zgodnym z kierunkiem obrotu Jowisza).

## Potencjalny pierścień
Sonda New Horizons w 2007 roku zaobserwowała pasmo materii w pobliżu Himalii, które może być elementem nieznanego wcześniej pierścienia. Jego istnienia nie stwierdziła orbitująca do 2003 roku wokół Jowisza sonda Galileo; mogło ono powstać niedawno, w wyniku zderzenia z Himalią mniejszego obiektu.